# لغات المكسيك
لا ينص دستور المكسيك على لغة رسمية، ومع ذلك، فإن اللغة الإسبانية هي اللغة الوطنية الفعلية التي يتحدث بها أكثر من 99% من السكان مما يجعلها أكبر دولة ناطقة باللغة الإسبانية ‏ في العالم. بسبب التأثير الثقافي للولايات المتحدة، فإن اللغة الإنجليزية الأمريكية مفهومة على نطاق واسع، وخاصة في الولايات الحدودية والمناطق السياحية، مع تهجين اللغة الإسبانية الإنجليزية ‏ المنطوقة. وتعترف الحكومة أيضًا بـ 63 لغة أصلية يتحدث بها سكان مجتمعاتها احترامًا، بما في ذلك الناهواتل، والمايا، والميكستيك، وغيرها.
وتستخدم الحكومة المكسيكية اللغة الإسبانية فقط للأغراض الرسمية والتشريعية، ولكنها لم تعلنها بعد كلغة وطنية، وذلك في الغالب احتراما للمجتمعات الأصلية التي لا تزال موجودة. معظم اللغات الأصلية معرضة للخطر، ومن المتوقع أن تنقرض بعض اللغات خلال سنوات أو عقود، بينما تنمو أعداد لغات أخرى بشكل أبطأ من المتوسط الوطني. وفقًا للجنة تنمية الشعوب الأصلية والمعهد الوطني للغات الأصلية ‏، في حين أن 9% من السكان يعتبرون أنفسهم ينتمون إلى مجموعة أصلية، فإن حوالي 5-6% يتحدثون لغة أصلية.

## تاريخ اللغة
منذ وصول المبشرين الفرنسيسكان الأوائل، لعبت اللغتان الإسبانية واللاتينية واللغات الأصلية دورًا في تبشير المكسيك. درس العديد من رجال الكنيسة في القرن السادس عشر اللغات الأصلية من أجل تعليم الشعوب الأصلية العقيدة المسيحية. ووجد نفس الرجال أيضًا أن اللغة القشتالية واللاتينية مناسبة في سياقات معينة. وبصورة إجمالية، كان هناك نوع من "التعايش اللغوي" منذ بداية الفترة الاستعمارية.
حاول بعض الرهبان والكهنة وصف وتصنيف اللغات الأصلية مع الإسبانية. في عام 1570، جعل فيليب الثاني ملك إسبانيا اللغة الناواتل لغة رسمية لمستعمرات إسبانيا الجديدة لتسهيل التواصل بين سكان المستعمرات الأصليين.
في عام 1696، ألغت حكومة تشارلز الثاني هذه السياسة وحظرت استخدام أي لغة أخرى غير الإسبانية في جميع أنحاء إسبانيا الجديدة. ابتداءً من القرن الثامن عشر، أصبحت المراسيم التي تأمر بترجمة السكان الأصليين إلى الإسبانية أكثر عددًا، ولم يعد المستعمرون الإسبان يتعلمون اللغات الأصلية.
بعد الاستقلال، أنشأت الحكومة نظامًا تعليميًا يهدف في المقام الأول إلى إسبانية السكان الأصليين. استندت هذه السياسة على فكرة مفادها أن هذا من شأنه أن يساعد الشعوب الأصلية على أن تصبح جزءًا أكثر تكاملاً من الأمة المكسيكية الجديدة.
باستثناء الإمبراطورية المكسيكية الثانية، بقيادة ماكسيميليان الأول من آل هابسبورغ، لم تحاول أي حكومة مكسيكية منع فقدان اللغات الأصلية خلال القرن التاسع عشر.
تشير سجلات تعداد عام 1895 إلى أن حوالي 16% من السكان يتحدثون لغات أصلية مختلفة "بشكل اعتيادي"، في حين أن 0.17% يتحدثون لغات أجنبية. أما البقية، أي 83.71%، فقد تحدثوا الإسبانية في المقام الأول.
على مدى الجزء الأكبر من القرن العشرين، أنكرت الحكومات المتعاقبة على اللغات الأصلية صفة اللغات الصحيحة. كان يُمنع الطلاب الأصليون من التحدث بلغاتهم الأصلية في المدرسة وكانوا يُعاقبون في كثير من الأحيان على القيام بذلك.

## اللغات الأصلية
اللغة الإسبانية هي اللغة الوطنية الفعلية التي يتحدث بها الغالبية العظمى من المكسيكيين، على الرغم من أنها لم يتم تعريفها كلغة رسمية في التشريع. المادة الثانية من دستور عام 1917 تحدد البلاد بأنها متعددة الثقافات، وتعترف بحق الشعوب الأصلية في "الحفاظ على لغاتها وإثرائها" وتشجع "التعليم الثنائي اللغة والثقافي".
في عام 2003، وافق الكونجرس المكسيكي على القانون العام للحقوق اللغوية للشعوب الأصلية (الإسبانية: Ley General de Derechos Lingüísticos)، وهو قانون يعترف بأن تاريخ المكسيك يجعل لغاتها الأصلية "لغات وطنية". وبناءً على ذلك، فإنها "تتمتع بنفس الصلاحية [مثل الإسبانية] في أراضيها وموقعها وسياقها". وفي الوقت نفسه، لم يضع المشرعون أي أحكام محددة بشأن الوضع الرسمي أو القانوني للغة الإسبانية. ويعني هذا القانون أن الشعوب الأصلية يمكنها استخدام لغتها الأم في التواصل مع المسؤولين الحكوميين وطلب الوثائق الرسمية بتلك اللغة. تدعم الدولة المكسيكية الحفاظ على اللغات الوطنية وتعزيز استخدامها من خلال أنشطة المعهد الوطني للغات الأصلية.
يبلغ عدد المواطنين في المكسيك الذين يتحدثون اللغات الأصلية حوالي ستة ملايين نسمة. وهذه هي ثاني أكبر مجموعة في الأمريكتين بعد بيرو. ومع ذلك، فإن نسبة صغيرة نسبيًا من سكان المكسيك يتحدثون لغة أصلية مقارنة بدول أخرى في الأمريكتين، مثل غواتيمالا (42.8%)، وبيرو (35%)، وحتى الإكوادور (9.4%)، وبنما (8.3%)، وباراغواي وبوليفيا.
اللغة الأصلية الوحيدة التي يتحدث بها أكثر من مليون شخص في المكسيك هي لغة الناواتل ؛ وتشمل اللغات الأمريكية الأصلية الأخرى التي تضم عددًا كبيرًا من المتحدثين الأصليين (400000 متحدث على الأقل) لغة يوكاتيك مايا، ولغة تسيلتال مايا ‏، ولغة تزوتزيل مايا ‏، ولغة ميكستيك ‏، ولغة زابوتيك.

## معرض الصور

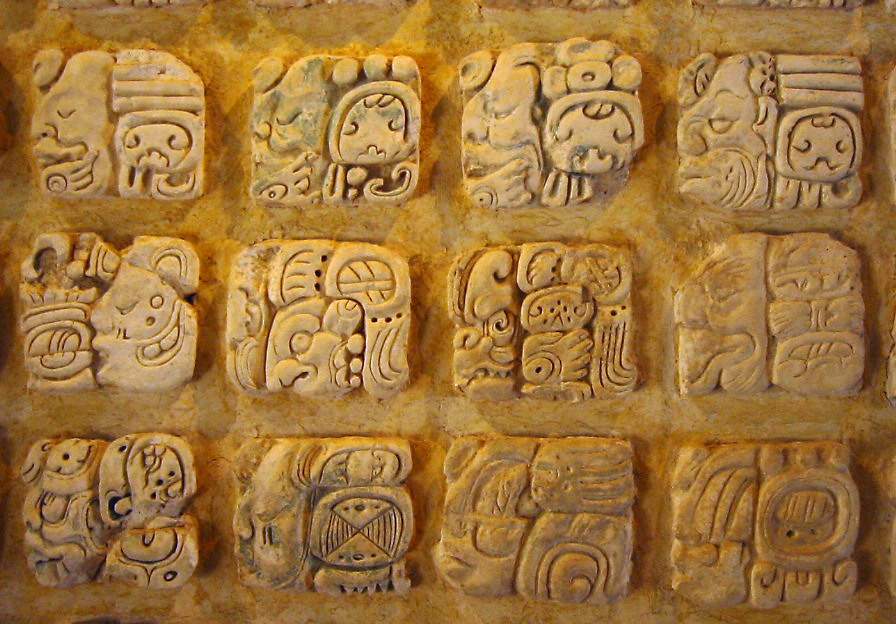
المكسيك موطن لبعض أقدم أنظمة الكتابة في العالم (إبي-أولمك، زابوتيك، وكتابة المايا). استخدمت كتابة المايا رموزًا رمزية مُكملة برموز مقطعية، وهي مشابهة في وظيفتها للكتابة اليابانية الحديثة.
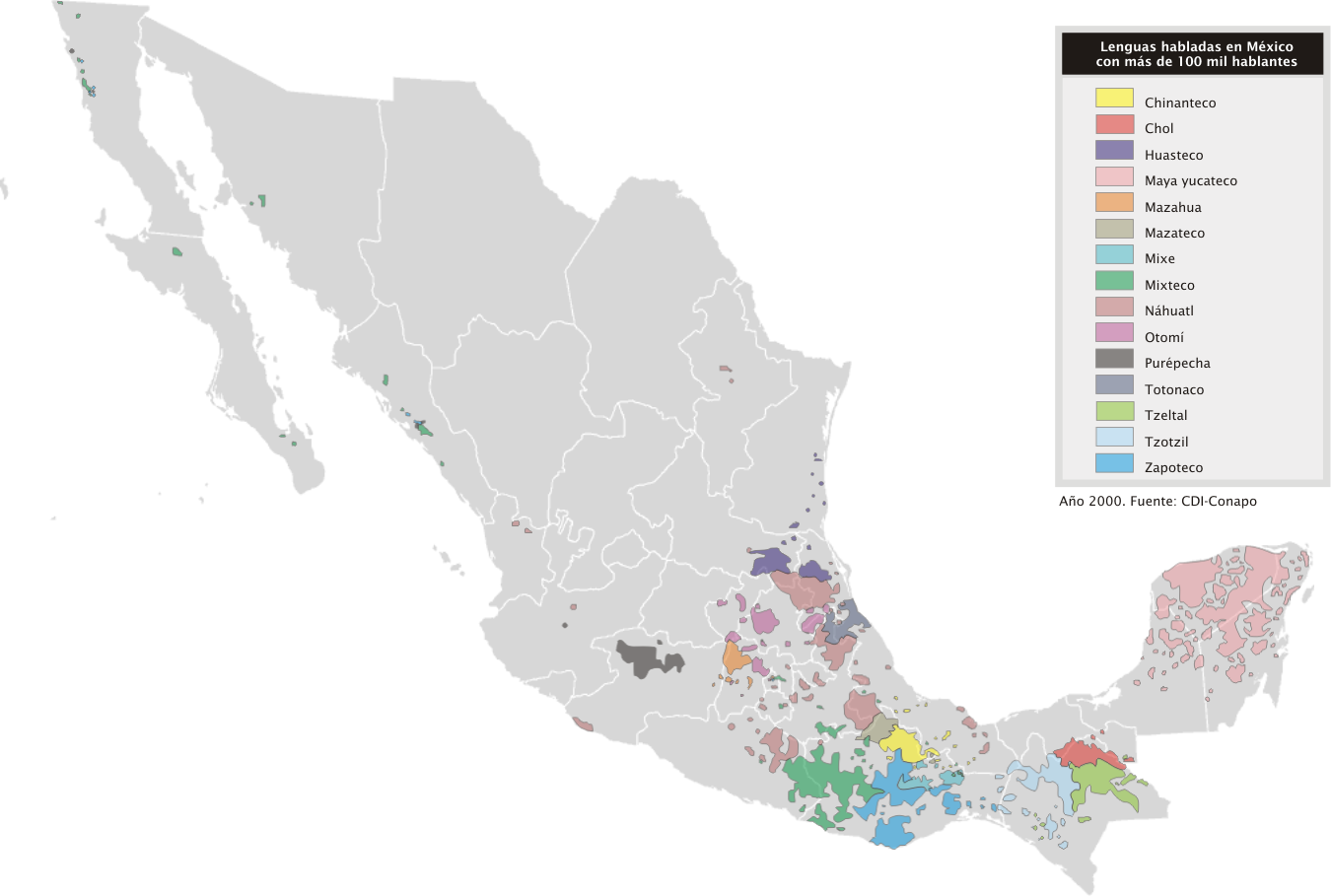
التوزيع الحالي للغات الأصلية في المكسيك التي يتحدث بها أكثر من 100 ألف شخص
التوزيع التقريبي قبل الاتصال لعائلات اللغات  [لغات أخرى]‏ الأصلية التي كانت موجودة في المكسيك الحالية (وأماكن أخرى)
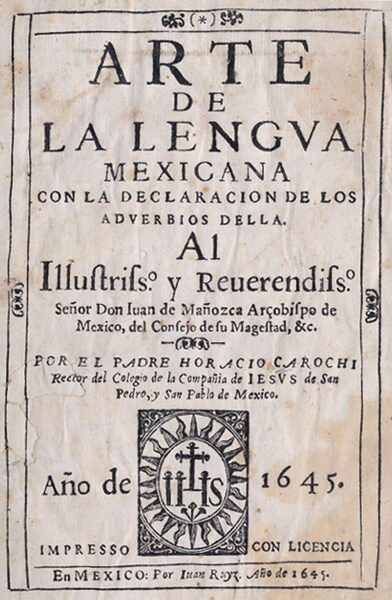
قواعد اللغة المكسيكية بقلم كاروتشي
تقسيم اللهجة الإسبانية في المكسيك، حسب لوبي بلانش.
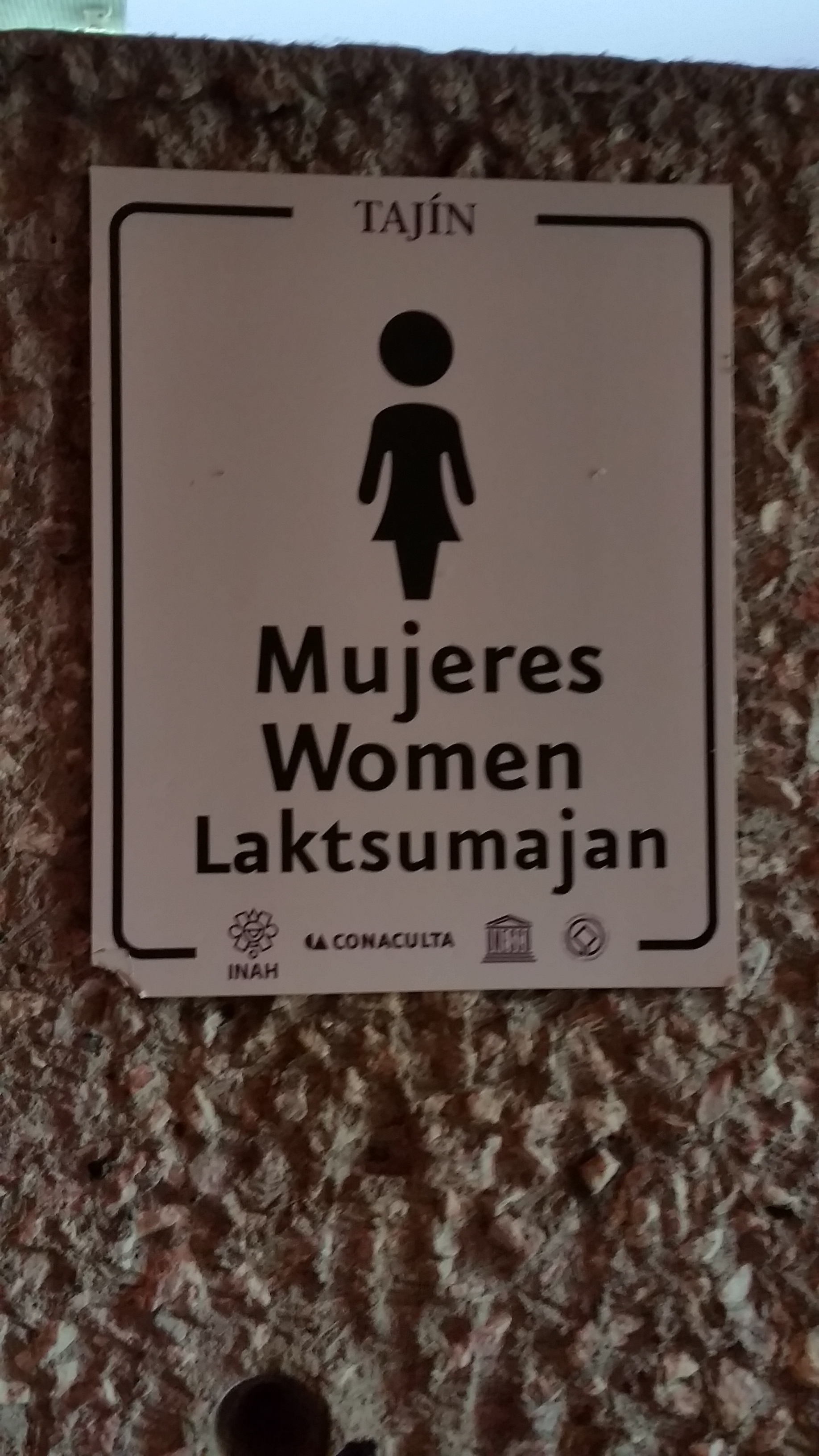
علامة المرحاض في المكسيك باللغتين الإسبانية والإنجليزية والتوتوناك